# Omid Ebrahimi
Omid Ebrahimi Zarandini sinh ngày 16 tháng 9 năm 1987) là một cầu thủ bóng đá người Iran hiện tại thi đấu cho Al Ahli ở Qatar Super League.

## Sự nghiệp câu lạc bộ
Omid Ebrahimi được khám phá bởi Amir Ghalenoei năm 2011. Anh khởi đầu sự nghiệp ở Esteghlal Dargahan. Anh gia nhập Sepahan năm 2010 sau khi trải qua mùa giải trước ở Shahrdari Bandar Abbas ở Azadegan League. Ebrahimi có màn ra mắt tại Iran Pro League trước Rah Ahan ngày 27 tháng 7 năm 2010, anh thi đấu cả trận.
Vào ngày 10 tháng 6 năm 2014, Ebrahimi ký bản hợp đồng 2 năm với Esteghlal.

## Sự nghiệp quốc tế
Anh có màn ra mắt dưới thời Carlos Queiroz ngày 9 tháng 12 năm 2012 trong trận đấu trước Ả Rập Xê Út ở WAFF 2012. Anh cũng được triệu tập vào đội hình của Iran tham gia Cúp bóng đá châu Á 2015 ngày 30 tháng 12 năm 2014 bởi Carlos Queiroz. Vào tháng 5 năm 2018 anh có tên trong đội hình sơ loại của Iran tham dự Giải vô địch bóng đá thế giới 2018 ở Nga.

## Thống kê sự nghiệp
Tính đến 27 tháng 12 năm 2018
| Thành tích câu lạc bộ | Thành tích câu lạc bộ | Thành tích câu lạc bộ | Giải vô địch | Giải vô địch | Cúp       | Cúp       | Châu lục | Châu lục  | Tổng cộng | Tổng cộng |
| Mùa giải              | Câu lạc bộ            | Giải vô địch          | Số trận      | Bàn thắng    | Số trận   | Bàn thắng | Số trận  | Bàn thắng | Số trận   | Bàn thắng |
| Iran                  | Iran                  | Iran                  | Giải vô địch | Giải vô địch | Cúp Hazfi | Cúp Hazfi | Châu Á   | Châu Á    | Tổng cộng | Tổng cộng |
| --------------------- | --------------------- | --------------------- | ------------ | ------------ | --------- | --------- | -------- | --------- | --------- | --------- |
| 2009–10               | Sh. Bandar Abbas      | Hạng đấu 1            | 26           | 6            | 0         | 0         | –        | –         | 26        | 6         |
| 2010–11               | Sepahan               | Pro League            | 26           | 0            | 4         | 1         | 9        | 1         | 39        | 2         |
| 2011–12               | Sepahan               | Pro League            | 32           | 6            | 1         | 1         | 7        | 0         | 40        | 7         |
| 2012–13               | Sepahan               | Pro League            | 32           | 8            | 4         | 0         | 8        | 1         | 44        | 9         |
| 2013–14               | Sepahan               | Pro League            | 28           | 4            | 1         | 0         | 6        | 0         | 35        | 4         |
| 2014–15               | Esteghlal             | Pro League            | 28           | 9            | 3         | 0         | 0        | 0         | 31        | 9         |
| 2015–16               | Esteghlal             | Pro League            | 27           | 10           | 4         | 0         | 0        | 0         | 31        | 10        |
| 2016–17               | Esteghlal             | Pro League            | 25           | 7            | 2         | 0         | 6        | 1         | 33        | 8         |
| 2017–18               | Esteghlal             | Pro League            | 24           | 2            | 4         | 0         | 6        | 0         | 34        | 2         |
| 2018–19               | Al Ahli               | Stars League          | 14           | 3            | 0         | 0         | –        | –         | 14        | 3         |
| Tổng cộng sự nghiệp   | Tổng cộng sự nghiệp   | Tổng cộng sự nghiệp   | 266          | 55           | 23        | 3         | 43       | 3         | 332       | 61        |

### Quốc tế
Tính đến ngày 7 tháng 2 năm 2024.
| Iran      | Iran | Iran |
| Năm       | Trận | Bàn  |
| --------- | ---- | ---- |
| 2012      | 3    | 0    |
| 2013      | 2    | 0    |
| 2014      | 1    | 0    |
| 2015      | 10   | 0    |
| 2016      | 4    | 0    |
| 2017      | 5    | 0    |
| 2018      | 14   | 0    |
| 2019      | 12   | 0    |
| 2021      | 1    | 0    |
| 2022      | 2    | 0    |
| 2023      | 2    | 0    |
| 2024      | 8    | 1    |
| Tổng cộng | 64   | 1    |

### Bàn thắng
| # | Ngày               | Địa điểm                                     | Đối thủ      | Bàn thắng | Kết quả | Giải đấu |
| - | ------------------ | -------------------------------------------- | ------------ | --------- | ------- | -------- |
| 1 | 5 tháng 1 năm 2024 | Sân vận động Olympic Kish, Kish Island, Iran | Burkina Faso | 2–1       | 2–1     | Giao hữu |

## Danh hiệu
Sepahan
- Iran Pro League (2): 2010–11, 2011–12
- Cúp Hazfi (1): 2012–13

Esteghlal
- Cúp Hazfi (1): 2017–18

### Cá nhân
- Đội hình tiêu biểu năm của Persian Gulf Pro League (4): 2014–15, 2015–16, 2016–17, 2017–18
- Persian Gulf Pro League Tiền vệ (bóng đá)|Tiền vệ of the year (2): 2015–16, 2016–17